# Habitante de las cordilleras del Perú
Habitante de las cordilleras del Perú, también conocido como Habitante de la puna o Indio alfarero, es un óleo sobre lienzo de 1855 realizado por Francisco Laso. Es parte de la colección pictórica de la Pinacoteca Municipal Ignacio Merino de la Municipalidad de Lima y se expone en el Hospicio Bartolomé Manrique en la Plaza Francia, Cercado de Lima.

## Descripción
Sus dimensiones son 138 centímetros de altura por 88 centímetros de ancho.
El personaje representado es un joven indígena que sostiene un huaco mochica entre sus manos. La pintura se considera la primera representación de un indio en el arte peruano republicano, lo cual planteó dificultades al no tener precedentes de lo indígena en el discurso nacional de las élites criollas. Es por ello que algunas características tanto físicas como del vestuario del Indio alfarero son más bien las de un mestizo o de clara influencia europea.

## Historia
Laso culminó esta obra en el taller del pintor de género Marc Gabriel Charles Gleyre en París. La obra fue expuesta en la Exposición Internacional de París de 1855.